# 尚帕尼亚克 (滨海夏朗德省)
尚帕尼亚克（法語：Champagnac，法語發音：[ʃɑ̃paɲak]）是法国滨海夏朗德省的一个市镇，位于该省中南部，属于容扎克区。

## 地理
尚帕尼亚克（45°25'28"N, 0°22'57"W）面积12.89 平方千米，位于法国新阿基坦大区滨海夏朗德省，该省份为法国西部滨海省份，北起旺代省，西临大西洋，南至吉倫特省，东南接多爾多涅省，东北接德塞夫勒省接壤，东临夏朗德省。
与尚帕尼亚克接壤的市镇（或旧市镇、城区）包括：容扎克、默村、奥济亚克、圣日耳曼-德维布拉克、圣梅达尔、特雷夫勒河畔雷欧。

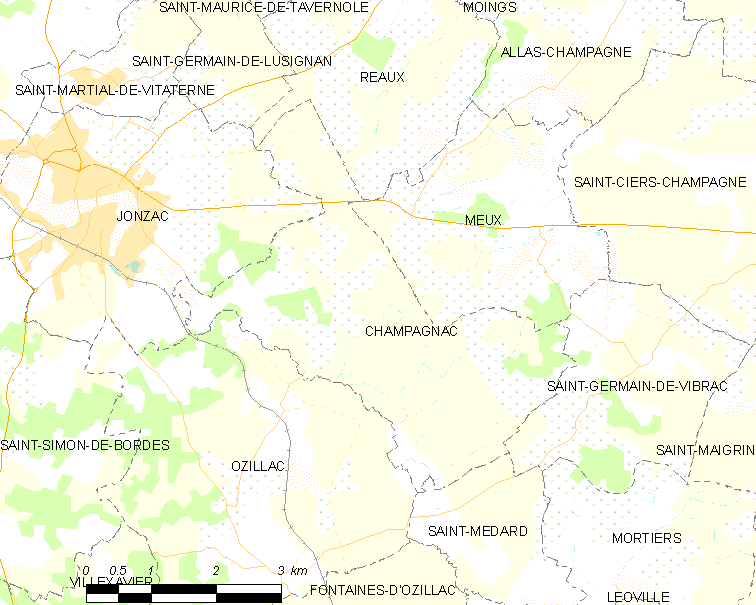
的OSM定位图

尚帕尼亚克的时区为UTC+01:00、UTC+02:00（夏令时）。

## 行政
尚帕尼亚克的邮政编码为17500，INSEE市镇编码为17082。

## 政治
尚帕尼亚克所属的省级选区为容扎克县。

## 人口

1962-2008年间人口变化图示

尚帕尼亚克于2022年1月1日时的人口数量为493人。